# Пилипишин Віктор Петрович
Ві́ктор Петро́вич Пилипи́шин (народився 6 квітня 1961 в селі Равське Нестерівського (тепер Львівського) району, Львівської області) — український політик, лідер громадського руху «Кияни передусім!». Народний депутат України VII скликання (округ № 223, з 15 січня по 27 листопада 2014).

## Освіта і наукові звання
У 1985 році закінчив з червоним дипломом Харківський юридичний інститут, юрист.
Кандидат юридичних наук (2010). Тема наукової роботи «Принципи виборчого права України: теорія і практика забезпечення». Спеціальність: конституційне право, муніципальне право.

## Кар'єра
- 1979–1981 — проходить службу в лавах Радянської армії. Після демобілізації Віктор Петрович вступає до Харківського юридичного інституту. Після закінчення інституту отримує направлення до Києва.
- 1985–1988 — працює слідчим у м. Києві.
- 1988–1990 — керує організаційним відділом виконкому Печерської районної ради в м. Києві.
- 1990–1991 — працює головним юристом Державної податкової інспекції м. Києва.
- 1991 — отримує свідоцтво адвоката і стає членом Президії Київської міської колегії адвокатів. Одночасно починає підприємницьку діяльність — розвиток сільського господарства, вирощування квітів, будівництво теплиць, виробництво чаю.
- 2004 — припиняє підприємницьку діяльність[джерело?] і переходить на державну службу.

## Громадська і політична діяльність
У 1998 році бере участь у виборах до Київської міської ради, стає депутатом і очолює постійну комісію з питань споживчого ринку та захисту прав споживачів. На наступних виборах Віктора Пилипишина вдруге обирають депутатом Київської міської ради.
У 2005–2006 роках працює першим заступником голови Подільської та, пізніше, Шевченківської районних у м. Києві державних адміністрацій і заступником голови Київської міської державної адміністрації.
У 2006 році Віктора Пилипишина обирають головою Київської міської організації Народної Партії України, і він стає заступником голови Народної Партії України.
Також з 2006 року по листопад 2010 року Віктор Петрович був головою Шевченківської районної у м. Києві ради та адміністрації. Під керівництвом Віктора Пилипишина Шевченківський район, уперше за всю історію, двічі визначають найкращим серед районів столиці, за більшістю показників соціально-економічного розвитку район посідає перші місця.
У 2007 році Віктор Петрович був обраний народним депутатом України. У Верховній Раді України обіймає посаду заступника голови Комітету з питань державного будівництва та місцевого самоврядування і займається активною законотворчою діяльністю: подає законопроєкти щодо внесення змін до законодавства про закупівлю товарів, робіт і послуг за державні кошти; надання статусу державних службовців працівникам медицини і освіти; обмеження перебування на посаді народного депутата до двох строків для однієї особи; скасування деяких депутатських пільг; збільшення штрафів за порушення законодавства у галузі житлово-комунального господарства та благоустрою; повернення до мажоритарної системи виборів.
Жоден із законопроєктів, запропонованих Віктором Пилипишиним, так і не був підтриманий народними депутатами. Тому вже в травні 2008 року він складає депутатські повноваження і повертається на посаду голови Шевченківської районної у м. Києві ради та адміністрації.
На столичних виборах 25 травня 2008 року як кандидат на посаду київського міського голови отримує 6,7 % голосів киян.
Восени 2008 року Віктор Петрович Пилипишин засновує благодійний фонд «Діти передусім», під егідою якого проводить у Києві благодійні акції і заходи — радіомарафон «Серце дітям», відкриття Клубу дитячого плавання в Гідропарку, турнір з міні-футболу серед школярів, новорічну акцію «Допоможи Святому Миколаю».
Наприкінці 2008 року стає почесним головою громадської організації «Кияни передусім!». З його ініціативи команда фахівців та експертів з різних сфер міського господарства розпочинає розробку Економічного плану розвитку Києва на наступні 30 років, який буде втілений у життя новою командою спеціалістів і професіоналів. Робота над Економічним планом ведеться відкрито, і кожен киянин може стати співавтором документа.
29 січня 2010 року у зв'язку із незгодою з політикою, яку проводить керівництво Народної Партії, зокрема щодо міста Києва та діючої столичної влади, Віктор Пилипишин приймає рішення про вихід з лав Народної Партії.
10 лютого 2010 року відбувся установчий конгрес громадського руху «Кияни передусім!», де зібралося понад 3 тис. активістів. Це неполітичний рух заради змін у Києві. Програму дій нового об'єднання Пилипишин визначив у рамках семи кроків.
На парламентських виборах 2012 року балотувався до Верховної Ради України від мажоритарного округу № 223 (м. Київ, Шевченківський район). Округ набув розголосу як один із найбільш проблемних, із багатьма порушеннями виборчого процесу. Віктору Пилипишину прогнозували легку перемогу, конкуренцію йому міг скласти кандидат від ВО «Свобода» Юрій Левченко. Після закінчення голосування «Свобода» опублікувала фотографії протоколів з мокрими печатками з округу № 223, за якими Левченко переміг. Унаслідок невідповідності зачитаних результатів з даними на сервері ЦВК було оголошено про перерахунок. Перерахунок голосів з ОВК транслювався в прямому ефірі радіо «Свобода». Внаслідок неможливості встановлення результатів волевиявлення виборців на 223 окрузі ЦВК оголосила про повторні вибори, які згодом були призначені на 15 грудня 2013 року.
На довиборах у 2013 році обраний народним депутатом за 223 мажоритарним округом. 15 січня 2014 року склав присягу народного депутата України.
16 січня голосував за так звані «диктаторські закони».
25 вересня 2014 року на Віктора Пилипишина був здійснений напад, шляхом вкидання його в сміттєвий контейнер за свою попередню діяльність щодо підтримки режиму Януковича.

## Досягнення на державній службі
Віктор Пилипишин проводить перший у Києві місцевий консультативний референдум і за допомогою районної громади успішно протистоїть наміру міської влади ліквідувати Шевченківський район столиці. Під час цього референдуму 17 листопада 2008 року 117,2 тис. жителів (97,8 %) висловлюються проти знищення Шевченківського району і, таким чином, надають вотум довіри районній владі та особисто голові району.
17 травня 2009 року відбувається другий консультативний референдум, на якому 92 % мешканців району висловлюють недовіру меру Києва Леоніду Черновецькому.
Досягнення на посаді голови Шевченківського району м. Києва:
- створено Програму стратегічного розвитку району до 2012 року;
- У всіх дитсадках та у 27 школах встановлено металопластикові вікна;
- збудовано 22 сучасних шкільних стадіони зі штучним покриттям;
- збудовано 200 дитячих майданчиків;
- відновлено роботу 10 груп у дитсадках;
- реалізовано перший етап житлово-комунальної реформи;
- відремонтовано 850 під'їздів, фасади 220 будинків, заасфальтовано 302 подвір'я, озеленено 420 дворів.

## Події на ОВК 223 під час виборів 2012р. до Верховної Ради
Під час підрахунку голосів на ОВК 223 розгорнулося протистояння між самовисуванцем Віктором Пилипишиним та представником партії «Свобода» Юрієм Левченком. ОВК 223 звинувачують у фальшуванні результатів голосування на користь Віктора Пилипишина шляхом передачі на сервер ЦВК неправдивих даних та псування бюлетнів його основного опонента. З його іменем також пов'язують появу в залі роботи ОВК 223 «молодих журналістів кримінальної зовнішності». 2-го листопада 2012 року ЦВК одностайно проголосувала за припинення повноважень голови ОВК 223, Юрія Литвишка, за «грубе порушення законодавства про вибори».

## Родина
Батько Петро Ілліч; мати Марія Іванівна; дружина Людмила Костянтинівна (1962); дочки Олена (1984) і Катерина (2004); син Олександр (1989). Має троє онуків.

## Відзнаки
- Заслужений юрист України (2005)[14].
- Орден «За заслуги» III ступеня (2008)[15].